# Kim So-jeong
Kim So Jeong (hangul: 김소정; hanja: 金紹情; rr: Kim So-jeong; MR: Gim So-chŏng; nascida em 7 de dezembro de 1995), mais conhecida na carreira musical pelo seu nome artístico Sowon (hangul: 소원), é uma cantora, dançarina e rapper sul-coreana. É mais popularmente conhecida por ter sido integrante do grupo feminino GFriend, em que foi a líder, vocalista, rapper principal e visual.

## Biografia
Sowon nasceu no dia 7 de dezembro de 1995 em Seul, Coreia do Sul. Possui uma irmã mais velha. Formou-se na Escola Secundária de Artes Hanlim em 2014. Em 17 de fevereiro de 2016, ela confirmou sua admissão à Universidade de Mulheres de Sungshin, no departamento de mídia visual e atuação. É possível que ela quase teria estreado no grupo misto Kard.

## Carreira

### Antes da estreia
Iniciou seu treinamento na gravadora DSP Media em 2010. Em 2011, Sowon apareceu no videoclipe To Me, lançado por suas colegas de gravadora Rainbow. Mais tarde, em 2013 ela apareceu no videoclipe Tell Me, também lançado pelo grupo Rainbow. Ela também apareceu no terceiro episódio do reality show Making The Star, estrelado pelo grupo AJax. Após três anos de treinamento sob a DSP Media, Sowon decidiu deixar a gravadora e mais tarde, entrou para a atual empresa, Source Music.

### Estreia com GFriend
Sowon realizou sua estreia oficial como integrante do grupo GFriend em 14 de janeiro de 2015 com o lançamento do extended play Season of Glass, acompanhado pelo single Glass Bead. Sua primeira apresentação ao vivo ocorreu no programa Music Bank, exibido pela Korean Broadcasting System em 16 de janeiro.

### Atividades individuais
Em 21 de junho de 2016, Sowon se tornou MC especial para o programa musical da MBC, Inkigayo acompanhada de sua colega de grupo Yuju.

## Filmografia

### Videoclipes
| Ano  | Título          | Artista | Notas     |
| ---- | --------------- | ------- | --------- |
| 2011 | To Me           | Rainbow | ela mesma |
| 2013 | Tell Me Tell Me | Rainbow | ela mesma |

### Televisão
| Ano  | Título               | Personagem | Notas                       |
| ---- | -------------------- | ---------- | --------------------------- |
| 2022 | My Chilling Roommate | Jung Se-ri | Também lançado nos Cinemas. |
| 2022 | 4:44                 | TBH        |                             |